# كهف نياغرا
كهف نياغرا (بالإنجليزية: Niagara Cave)‏؛ هو كهف يقع في مقاطعة فيلمور في الولايات المتحدة.

## السياحة
يعد «كهف نياغرا» أحد مواقع الجذب السياحي في مقاطعة فيلمور في ولاية مينيسوتا الأمريكية.